# مصطفى بن جعفر
مصطفى بن جعفر (8 ديسمبر 1940 -) ولد في حي باب سويقة بتونس العاصمة. سياسي تونسي وأمين عام حزب التكتل، ورئيس المجلس الوطني التأسيسي منذ 22 نوفمبر 2011.و مترشح للانتخابات الرئاسية التونسية 2014.

## الدراسة
عاش يتيما في عائلة تتركب من خمسة أطفال. ولم يمنعه ذلك من اللحاق بالمدرسة الصادقية فيما بين 1950 و1956. ثم واصل دراسته العليا بفرنسا في الطب، وتخصص في الأشعة، وقد انتمى خلال فترة دراسته إلى الاتحاد العام لطلبة تونس. عاد إلى تونس سنة 1975. ليدرّس بكلية الطب بتونس كما تولى خطة رئيس قسم الأشعة بمستشفى صالح عزيز (1975-1980)

## السياسة
سياسيا، انتمى منذ نهاية الخمسينات إلى الحزب الحر الدستوري الجديد، ولكنه خرج عنه في السبعينات مع المجموعة التي ستعلن سنة 1978 عن حركة الديمقراطيين الاشتراكيين، والتي كان هو نفسه أحد مؤسسيها. وقد ساهم في تلك الفترة في إصدار جريدة الرأي (1977) وفي الرابطة التونسية للدفاع عن حقوق الإنسان (1978)، وقد تولى فيما بين 1986 و1994 خطة نائب رئيس لها. كما كان من مؤسسي نقابة أطباء المستشفيات الجامعية سنة 1977.

## زعيم حزب
إثر المنعرج الذي سلكته حركة الديمقراطيين الاشتراكيين برئاسة محمد مواعدة سنة 1991، أعلن عن معارضته للتوجه الجديد، فرفت من الحركة سنة 1992. فأسس سنة 1994 التكتل الديمقراطي من أجل العمل والحريات، كما ساهم سنة 1996 في تأسيس المجلس الوطني للحريات بتونس. قدم ترشحه للانتخابات الرئاسية عام 2009 إلا أن المجلس الدستوري لم يقبله بداعي أنه غير منتخب كأمين عام لحزبه. بعد الثورة التونسية رفض المشاركة في حكومة محمد الغنوشي التي اقترحت عليه حقيبة الصحة العمومية.
انتخب رئيساً للمجلس الوطني التأسيسي في 22 نوفمبر 2011 بأغلبية 145 صوتاً مقابل 68 صوتاً لمنافسته مايا جريبي زعيمة الحزب الديمقراطي التقدمي اليساري.

## وصلات خارجية
مقال صادر بمجلة جون أفريك بتاريخ 12 جانفي 2003:
Mustapha Ben Jaafar, un intransigeant modéré